# West Los Angeles
West Los Angeles (auch kurz West LA) ist ein Stadtviertel und eine Planungsregion von Los Angeles. Wie der Name vermuten lässt, liegt er im Westen des Stadtzentrums und wird daher allgemein auch zur Westside gezählt.
Es hat den Status einer Community Plan Area (CPA), also eines Planungsgebiets. Zu diesem zählen jedoch auch Gebiete, die allgemein als eigene Stadtviertel verstanden werden. Die CPA grenzt (von Norden an im Uhrzeigersinn) an: Westwood, Beverly Hills, Wilshire, West Adams - Balwin Hills - Leimert, Palms – Mar Vista, Santa Monica und Brentwood – Pacific Palisades und Veterans Administration.
Die Los Angeles Times unterteilte West LA in ihrem Projekt Mapping L.A. in kleinere Stadtviertel: Beverlywood, Century City, Cheviot Hills, Rancho Park, Sawtelle, West Los Angeles, sowie Pico-Robertson (dies liegt jedoch teilweise in der CPA Wilshire).

## Persönlichkeiten
- 03 Greedo (* 1987), Rapper, Sänger, Songwriter und Produzent